# Úhelnice
Úhelnice je malá vesnice, část obce Kněžmost v okrese Mladá Boleslav. Nachází se asi pět kilometrů jihozápadně od Kněžmostu. Úhelnice je také název katastrálního území o rozloze 3,29 km².

## Historie
První písemná zmínka o vesnici pochází z roku 1395.

## Hospodářství
V lese u vesnice provozuje společnost Škoda Auto zkušební polygon nových automobilů, kde provádí například testy zrychlení a brzdných drah.